# 김창행
김창행(金昌幸,1985년 10월 10일~)은 CHANG-HAENG.이라는 이름으로 활동하는 재일 한국인 거리 공연자이다.
미국의 저글러 앤서니 가토의 영향으로 거리 공연을 시작했으며, 일본 외에도 대한민국 등에서도 공연을 진행하고 있다.